# Shean Donovan
Shean Patrick Donovan, född 22 januari 1975, är en kanadensisk före detta professionell ishockeyforward som tillbringade 15 säsonger i den nordamerikanska ishockeyligan National Hockey League (NHL), där han spelade för San Jose Sharks, Colorado Avalanche, Atlanta Thrashers, Pittsburgh Penguins, Calgary Flames, Boston Bruins och Ottawa Senators. Han producerade 241 poäng (112 mål och 129 assists) samt drog på sig 705 utvisningsminuter på 951 grundspelsmatcher.
Donovan spelade också för Genève-Servette HC i Nationalliga A (NLA); Kentucky Thoroughblades i American Hockey League (AHL); Kansas City Blades i International Hockey League (IHL) samt Ottawa 67's i Ontario Hockey League (OHL).
Han draftades av San Jose Sharks i andra rundan i 1993 års draft som 28:e spelare totalt.
Efter spelarkarriären har han varit assisterande tränare och utvecklingstränare för Ottawa 67's mellan 2013 och 2016. Under säsongen 2014–2015 var han även konsult för utveckling och talangscoutning för sitt gamla NHL-lag Ottawa Senators. År 2016 tog Senators över Donovan för att vara utvecklingstränare för dem på heltid, året efter blev han det också för deras farmarlag Belleville Senators.

## Statistik
| 1990–1991  | Kanata Valley Lasers    | CJHL       | 44  | 8   | 5   | 13  | 8   | —  | —  | —  | —  | —  |
| 1991–1992  | Ottawa 67's             | OHL        | 58  | 11  | 8   | 19  | 14  | 11 | 1  | 0  | 1  | 5  |
| 1992–1993  | Ottawa 67's             | OHL        | 66  | 29  | 23  | 52  | 33  | —  | —  | —  | —  | —  |
| 1993–1994  | Ottawa 67's             | OHL        | 62  | 35  | 49  | 84  | 63  | 17 | 10 | 11 | 21 | 14 |
| 1994–1995  | San Jose Sharks         | NHL        | 14  | 0   | 0   | 0   | 6   | 7  | 0  | 1  | 1  | 6  |
|            | Ottawa 67's             | OHL        | 29  | 22  | 19  | 41  | 41  | —  | —  | —  | —  | —  |
|            | Kansas City Blades      | IHL        | 5   | 0   | 2   | 2   | 7   | 14 | 5  | 3  | 8  | 23 |
| 1995–1996  | San Jose Sharks         | NHL        | 74  | 13  | 8   | 21  | 39  | —  | —  | —  | —  | —  |
|            | Kansas City Blades      | IHL        | 4   | 0   | 0   | 0   | 8   | 5  | 0  | 0  | 0  | 8  |
| 1996–1997  | San Jose Sharks         | NHL        | 73  | 9   | 6   | 15  | 42  | —  | —  | —  | —  | —  |
|            | Kentucky Thoroughblades | AHL        | 3   | 1   | 3   | 4   | 18  | —  | —  | —  | —  | —  |
| 1997–1998  | San Jose Sharks         | NHL        | 20  | 3   | 3   | 6   | 22  | —  | —  | —  | —  | —  |
|            | Colorado Avalanche      | NHL        | 47  | 5   | 7   | 12  | 48  | —  | —  | —  | —  | —  |
| 1998–1999  | Colorado Avalanche      | NHL        | 68  | 7   | 12  | 19  | 37  | 5  | 0  | 0  | 0  | 2  |
| 1999–2000  | Colorado Avalanche      | NHL        | 18  | 1   | 0   | 1   | 8   | —  | —  | —  | —  | —  |
|            | Atlanta Thrashers       | NHL        | 33  | 4   | 7   | 11  | 18  | —  | —  | —  | —  | —  |
| 2000–2001  | Atlanta Thrashers       | NHL        | 63  | 12  | 11  | 23  | 47  | —  | —  | —  | —  | —  |
| 2001–2002  | Atlanta Thrashers       | NHL        | 48  | 6   | 6   | 12  | 40  | —  | —  | —  | —  | —  |
|            | Pittsburgh Penguins     | NHL        | 13  | 2   | 1   | 3   | 4   | —  | —  | —  | —  | —  |
| 2002–2003  | Pittsburgh Penguins     | NHL        | 52  | 4   | 5   | 9   | 30  | —  | —  | —  | —  | —  |
|            | Calgary Flames          | NHL        | 13  | 1   | 2   | 3   | 7   | —  | —  | —  | —  | —  |
| 2003–2004  | Calgary Flames          | NHL        | 82  | 18  | 24  | 42  | 72  | 24 | 5  | 5  | 10 | 23 |
| 2004–2005  | Genève-Servette HC      | NLA        | 12  | 5   | 3   | 8   | 30  | —  | —  | —  | —  | —  |
| 2005–2006  | Calgary Flames          | NHL        | 80  | 9   | 11  | 20  | 82  | 7  | 0  | 0  | 0  | 6  |
| 2006–2007  | Boston Bruins           | NHL        | 76  | 6   | 11  | 17  | 56  | —  | —  | —  | —  | —  |
| 2007–2008  | Ottawa Senators         | NHL        | 82  | 5   | 7   | 12  | 73  | 4  | 1  | 0  | 1  | 2  |
| 2008–2009  | Ottawa Senators         | NHL        | 65  | 5   | 5   | 10  | 34  | —  | —  | —  | —  | —  |
| 2009–2010  | Ottawa Senators         | NHL        | 30  | 2   | 3   | 5   | 40  | 2  | 0  | 0  | 0  | 0  |
| NHL totalt | NHL totalt              | NHL totalt | 951 | 112 | 129 | 241 | 705 | 49 | 6  | 6  | 12 | 39 |
| IHL totalt | IHL totalt              | IHL totalt | 9   | 0   | 2   | 2   | 15  | 19 | 5  | 3  | 8  | 31 |
| OHL totalt | OHL totalt              | OHL totalt | 215 | 97  | 99  | 196 | 151 | 28 | 11 | 11 | 22 | 19 |

### Internationellt
| Källa:        | Källa:        | Källa:        |         | Utv = Utvisningsminuter | Utv = Utvisningsminuter | Utv = Utvisningsminuter | Utv = Utvisningsminuter | Utv = Utvisningsminuter |
| År            | Lag           | Mästerskap    | Matcher | Mål                     | Assists                 | Poäng                   | Utv                     |                         |
| ------------- | ------------- | ------------- | ------- | ----------------------- | ----------------------- | ----------------------- | ----------------------- | ----------------------- |
| 1995          | Kanada        | JVM           | 7       | 0                       | 0                       | 0                       | 6                       |                         |
| 1997          | Kanada        | VM            | 10      | 0                       | 1                       | 1                       | 31                      |                         |
| Junior totalt | Junior totalt | Junior totalt | 7       | 0                       | 0                       | 0                       | 6                       |                         |
| Senior totalt | Senior totalt | Senior totalt | 10      | 0                       | 1                       | 1                       | 31                      |                         |